# Caesalpinia bahamensis
Caesalpinia bahamensis är en ärtväxtart som beskrevs av Jean-Baptiste de Lamarck. Caesalpinia bahamensis ingår i släktet Caesalpinia och familjen ärtväxter.

## Underarter
Arten delas in i följande underarter:
- C. b. bahamensis
- C. b. orientensis
- C. b. rugeliana